# Athletics Integrity Unit
Athletics Integrity Unit (AIU) — независимая организация по борьбе с допингом в легкой атлетике. Основана ИААФ в апреле 2017 года. Действует независимо от ИААФ. Глава — Бретт Клотье (на январь 2020 года).

## История
Организация была создана ИААФ в качестве основного инструмента программы по очистке легкой атлетики после серии допинговых и коррупционных скандалов. Автором программы был председатель ИААФ Себастьян Коу. Первым президентом совета AIU был Дэвид Хоуман, который до 2016 года в течение 13 лет занимал пост генерального директора Всемирного антидопингового агентства. В июне 2017 года председателем организации стал Бретт Клотье. AIU заменил антидопинговый департамент, существовавший до этого в ИААФ . Организация работает полностью независимо от ИААФ и базируется в Монако.

## Цели и задачи
В рамках своих полномочий AIU борется со злоупотреблениями, связанными со спортом, в следующих областях:
- нарушения антидопинговых правил;
- манипулирование результатами соревнований;
- взятки и коррупция;
- ставки букмекерских контор;
- возрастные манипуляции.

Круг задач AIU включает сбор и анализ данных, проведение тестов на допинг, проведение дисциплинарных процессов, а также обучение и информирование всех заинтересованных сторон.

## Результаты работы
В 2017 годы бюджет организации составил $ 7 139 889 из которых $ 4 715 136 были потрачены на программы антидопингового тестирования, в том числе было собрано 9730 образцов допинг-тестов, в том числе 1513 во время Чемпионата мира по легкой атлетике 2017 года. Было проведено 120 дисциплинарных разбирательств: 118 в отношении нарушений, связанных с допингом и два — по другим причинам. В числе прочих дел, были рассмотрены эпизоды, связанные с российским допинг-скандалом и докладом Макларена. Было выполнено 60 расследований: 29 по делам, связанным с допингом и 31 — по подозрению в коррупции.
В 2018 году бюджет увеличился до $8 645 446, из которых $3 618 438 было выделено на программу антидопинговых тестов. Всего было отобрано 8489 проб. Было проведено 349 дисциплинарных процессов (346, связанных с допингом и три без такой связи) и 78 расследований (30, связанных с допингом, 24 — связанных с коррупцией и 24 — с другими возможными нарушениями.

## Известные дела

### Асбель Кипроп
AIU была первым официальным органом, который подтвердил положительный тест Асбеля Кипропа на запрещенное вещество EPO в мае 2018 года, несмотря на обвинения в подделке образца.

### Россия
29 января 2020 года AIU потребовал окончательно исключить Россию из международной федерации легкой атлетики, что может привести к недопуску российских легкоатлетов к Олимпиаде 2020 даже в нейтральном статусе. Это решение было принято на основании выявления новых неправомерных действий российских спортивных чиновников.
По мнению AIU, российская федерация лёгкой атлетики (ВФЛА) не выказала раскаяния и не созналась в предъявляемых обвинениях. Вместо этого, по мнению AIU, ВФЛА «приложила много усилий к тому, чтобы отрицать всякую причастность к допинговому скандалу, обвинять других и критиковать процедуру».
Невыплаченный штраф
2.07.2020 Мировая Атлетика заморозила программу индивидуального участия российских спортсменов в международных соревнованиях. Причиной решения стала невыплата российской легкоатлетической федерацией (ВФЛА) штрафа за нарушение допинговых правил. Президент ВФЛА Евгений Юрченко пояснил агентству ТАСС, что финансы ВФЛА пострадали из-за пандемии коронавируса, что и привело к задержке выплаты штрафа. Представители Мировой Атлетики отметили, что ВФЛА не назвала даты выплаты штрафа.

## Руководство
| Должность                      | Страна         | Имя          |
| ------------------------------ | -------------- | ------------ |
| Президент                      | Новая Зеландия | Дэвид Хоуман |
| Член совета                    | Франция        | Марк Пелтье  |
| Член совета                    | Канада         | Эндрю Пип    |
| Член совета (без права голоса) | Канада         | Эбби Хоффман |
| Председатель совета            | Австралия      | Бретт Клотье |

### Комментарии
1. ↑  Примерный (неофициальный) перевод на русский: «Орган по надзору за чистотой мировой легкой атлетики»[1]
2. ↑  До 2019 года — IAAF
3. ↑  Штраф в сумме $5 млн плюс $1.31 млн издержек следовало уплатить до конца июня 2020 года[19]

### Сноски
1. ↑  Федерация легкой атлетики лишена аккредитации в России. Спортсмены ругали ее за допинг-скандал. Дата обращения: 31 января 2020. Архивировано 2 февраля 2020 года.
2. ↑  Association, Press. IAAF’s Athletics Integrity Unit to be launched in April 2017. The Guardian (19 декабря 2016). Дата обращения: 31 января 2020. Архивировано 15 августа 2021 года.
3. ↑  IAAF: Independent Athletics Integrity Unit is operational - News - iaaf.org. iaaf.org. Дата обращения: 31 января 2020. Архивировано 21 октября 2018 года.
4. ↑  Know Us - Athletics Integrity Unit. athleticsintegrity.org. Дата обращения: 31 января 2020. Архивировано 29 декабря 2021 года.
5. ↑  IAAF: Brett Clothier appointed as first Head of Athletics Integrity Unit- News - iaaf.org. iaaf.org. Дата обращения: 31 января 2020. Архивировано 17 сентября 2018 года.
6. 1 2  Independent Athletics Integrity Unit is operational (5 апреля 2017). Дата обращения: 31 января 2020. Архивировано 26 июля 2020 года.
7. ↑  Ex-WADA boss David Howman appointed chairman of IAAF’s Athletics Integrity Unit (5 апреля 2019).
8. ↑  Brett Clothier appointed as first Head of Athletics Integrity Unit (8 июня 2017). Дата обращения: 31 января 2020. Архивировано 31 января 2020 года.
9. 1 2 3  KNOW US. Дата обращения: 31 января 2020. Архивировано 29 декабря 2021 года.
10. 1 2  2017 REPORT. Дата обращения: 31 января 2020. Архивировано 31 января 2020 года.
11. ↑  Athletics Integrity Unit releases London 2017 programme summary (25 августа 2017). Дата обращения: 31 января 2020. Архивировано 31 января 2020 года.
12. ↑  2018 REPORT. Дата обращения: 31 января 2020. Архивировано 31 января 2020 года.
13. ↑  Athletics Integrity Unit confirm Kiprop positive drugs test. Дата обращения: 31 января 2020. Архивировано 29 мая 2018 года.
14. ↑  Athletics Integrity Unit dismisses Asbel Kiprop extortion claims over positive EPO drug test. Дата обращения: 31 января 2020. Архивировано 31 января 2020 года.
15. ↑  Athletics Integrity Unit Refutes Asbel Kiprop's Wild Doping Story. Дата обращения: 31 января 2020. Архивировано 31 января 2020 года.
16. ↑  Statement (PDF). athleticsintegrity.org. Дата обращения: 31 января 2020. Архивировано 14 августа 2018 года.
17. 1 2  Россию требуют полностью исключить из мировой легкой атлетики, BBC, 30.01.2020
18. ↑  World Athletics freezes Russia panels because of unpaid fine. Дата обращения: 28 июля 2020. Архивировано 28 июля 2020 года.
19. ↑  Russian athletics body RusAF fails to pay $5 million fine to World Athletics. Дата обращения: 28 июля 2020. Архивировано 28 июля 2020 года.
20. ↑  Григорий Родченков: российским спортсменам на Олимпиаде в Токио не место Архивная копия от 27 июля 2020 на Wayback Machine, BBC, 28.07.2020